# درو وايت
درو وايت هو محامي كندي، ولد في 1957.